# Daubenya
Daubenya Lindl. – rodzaj roślin z rodziny szparagowatych. Obejmuje osiem gatunków występujących w Prowincjach Przylądkowych i Wolnym Państwie w Południowej Afryce. 
Nazwa naukowa rodzaju została nadana na cześć Charlesa Daubeny, żyjącego w latach 1795–1867 profesora chemii i botaniki na Uniwersytecie Oksfordzkim.

## Zasięg geograficzny
Wszystkie gatunki Daubenya występują w Republice Południowej Afryki. Zasięg ich występowania jest ograniczony do obrzeża regionu zimowych opadów deszczu, wzdłuż skarp Bokkeveld i Roggeveld, które wyznaczają zachodni brzeg centralnego płaskowyżu południowoafrykańskiego. Większość gatunków Daubenya to endemity niewielkich obszarów. Jedynie D. comata jest bardziej rozpowszechniona i występuje na większości płaskowyżu. 
Pięć z ośmiu gatunków tych roślin występuje w regionie opadów zimowych i rozpoczyna wegetację między kwietniem i sierpniem. D. zeyheri zasiedla obszary przybrzeżne na wapiennych glebach piaszczystych w pobliżu Saldanha Bay. D. alba, D. aurea, D. capensis i D. stylosa występują wzdłuż krawędzi skarpy Bokkeveld i Roggeveld na terenie od Nieuwoudtville i Calvinia na północy po Sutherland na południu.
Pozostałe trzy gatunki występują częściowo lub całkowicie w rejonie letnich opadów deszczu. D. marginata występuje wzdłuż skarpy Roggeveld, ale zasięg jej występowania rozciąga się w głąb lądu do Fraserburga. D. namaquensis występuje na skraju regionu letnich opadów deszczu w Bushmanland na wschód od Springbok. D. comata jest szeroko rozpowszechniona w całym regionie. Pomimo występowania w obszarze letnich opadów deszczu, rośliny te rozpoczynają wegetację po jesiennych burzach i zaczynają rosnąć przed zimą.

## Morfologia

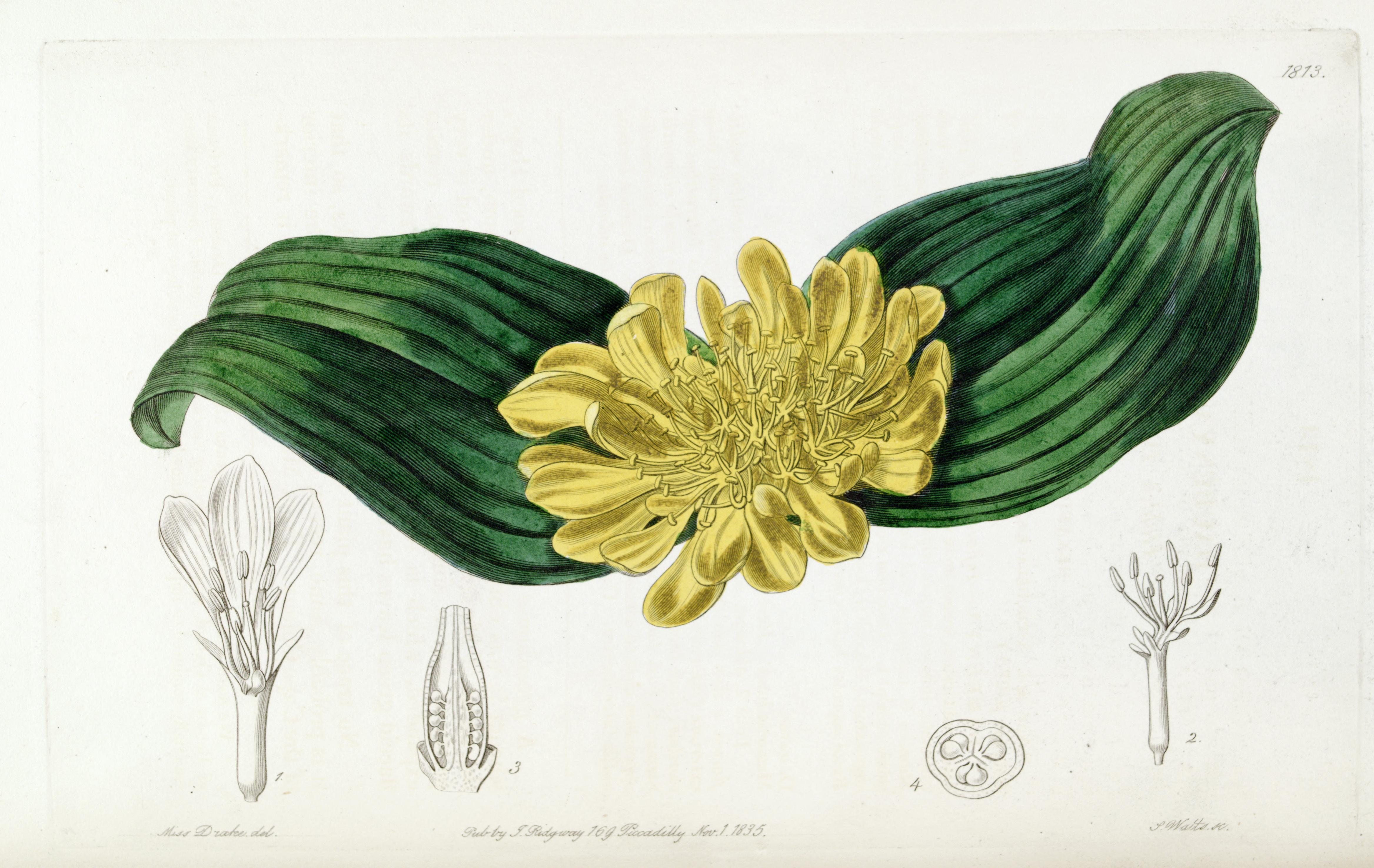
D. aurea

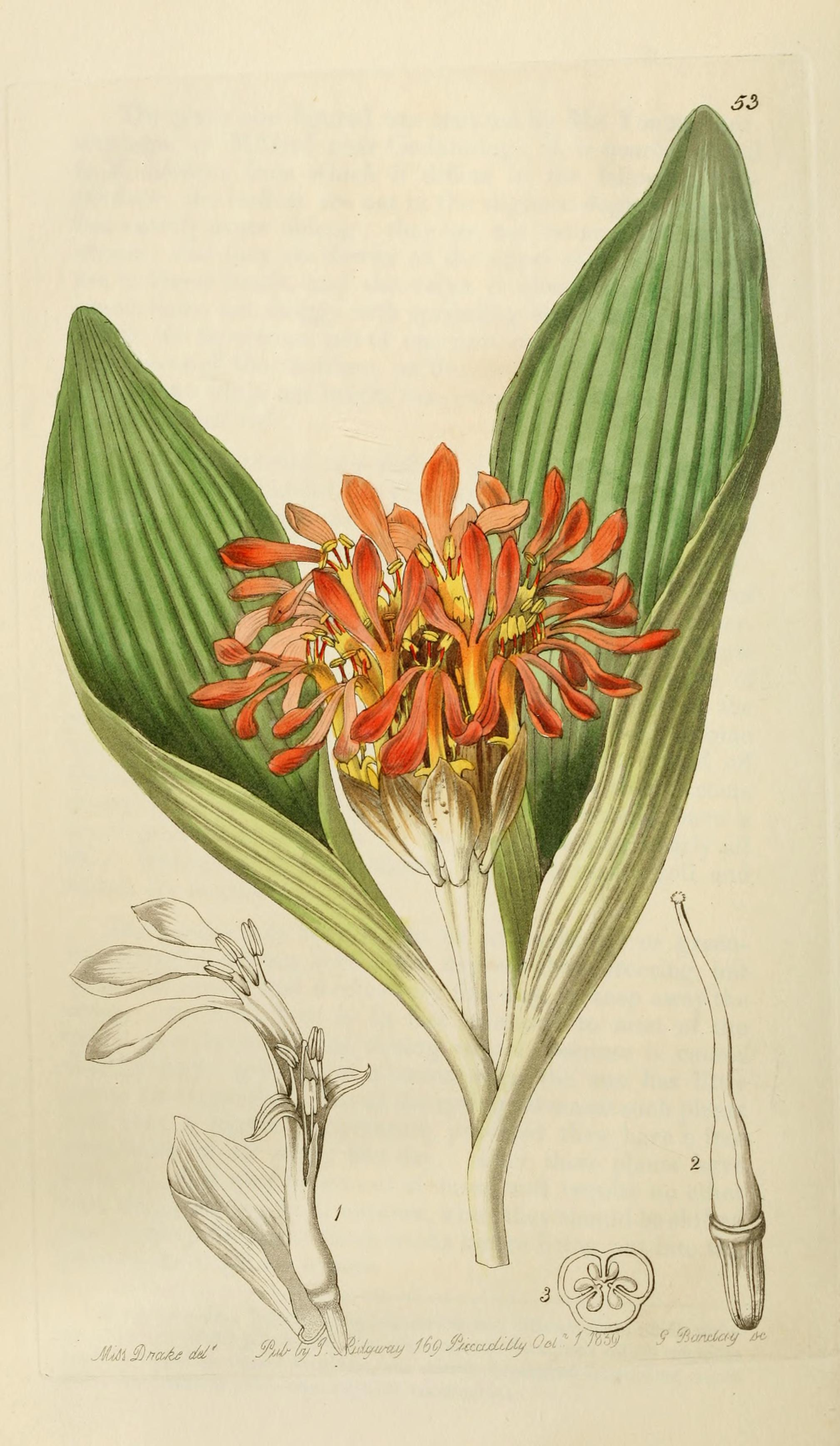
D. aurea

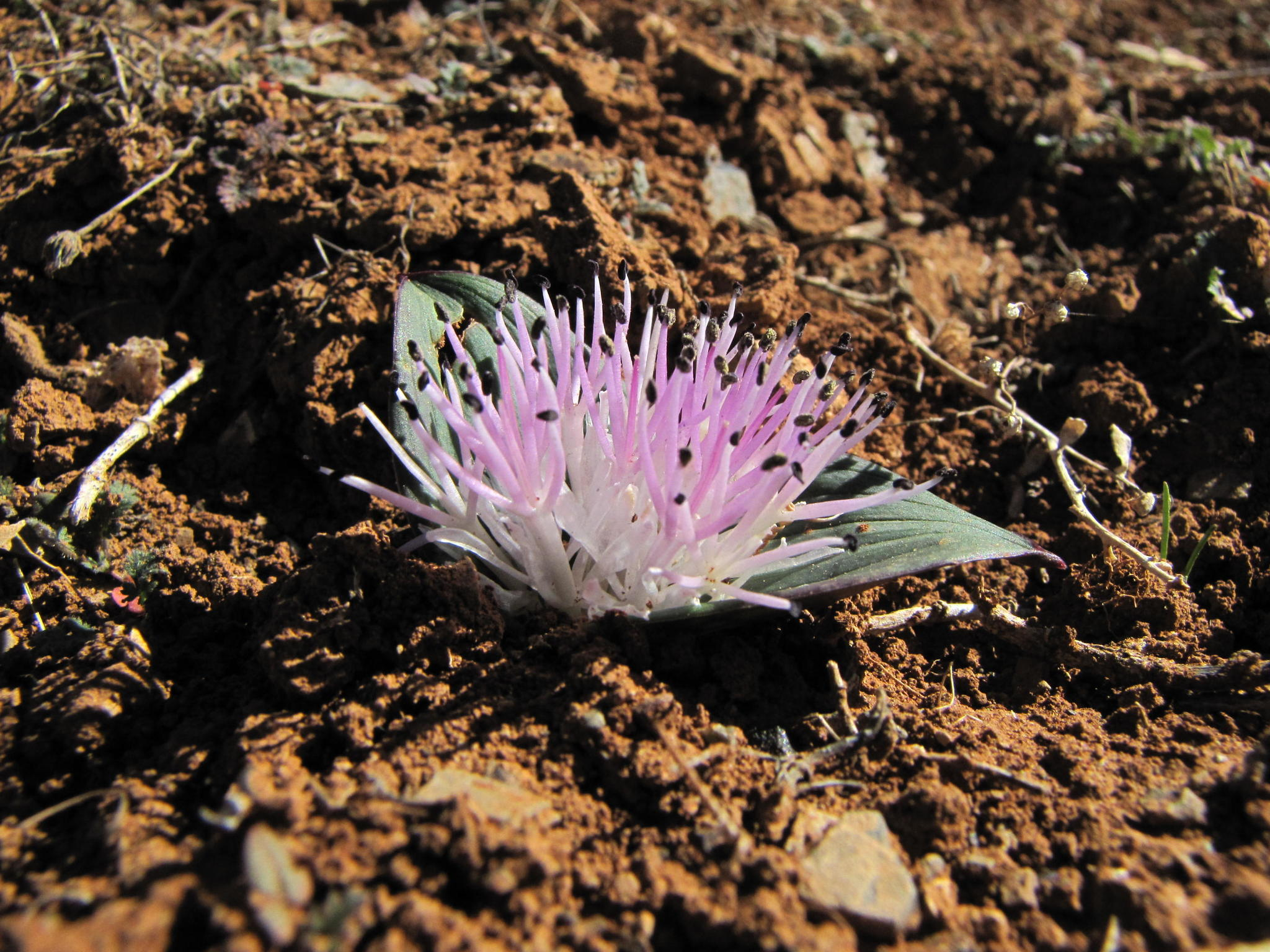
Daubenya alba

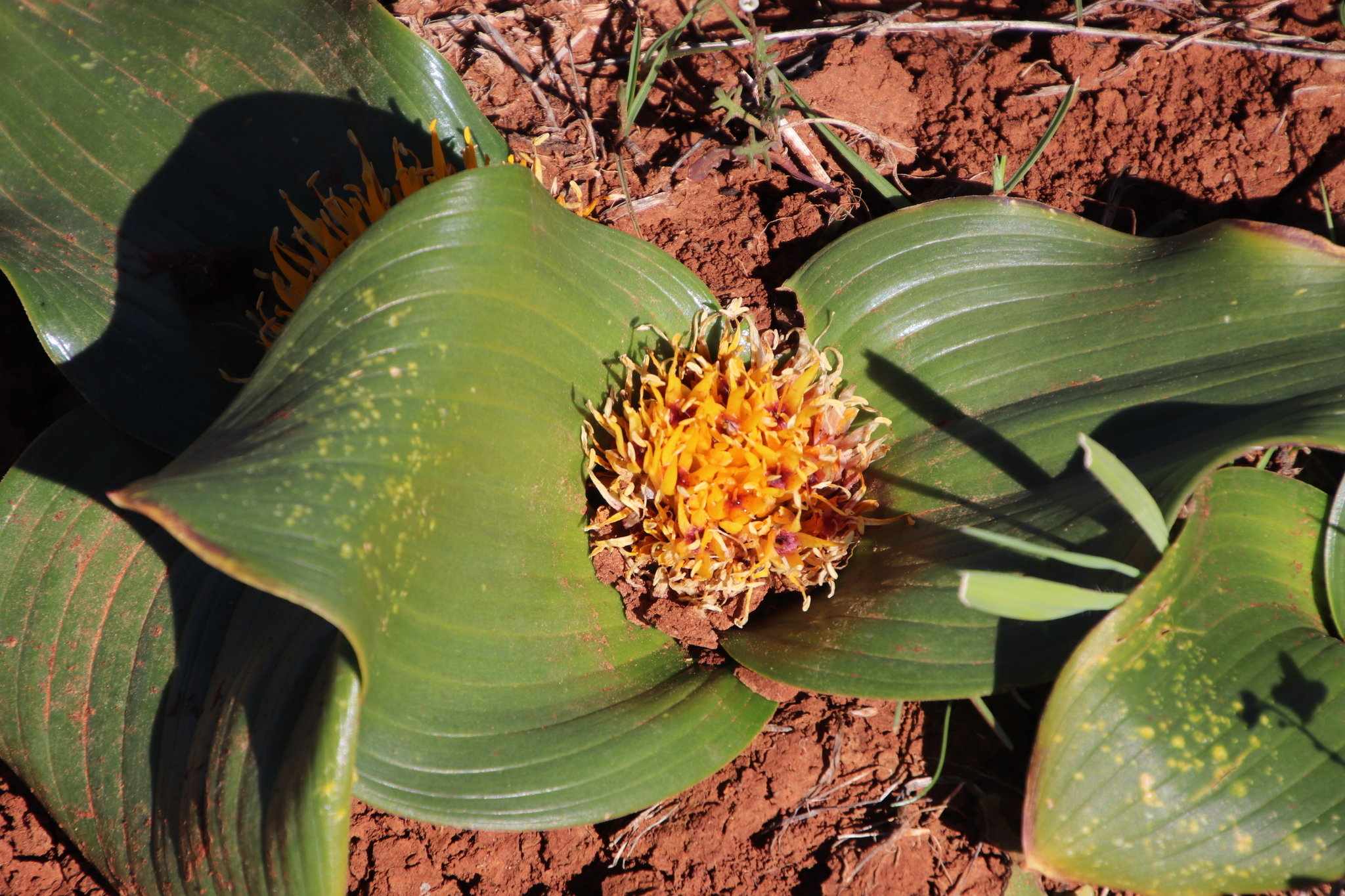
Daubenya capensis

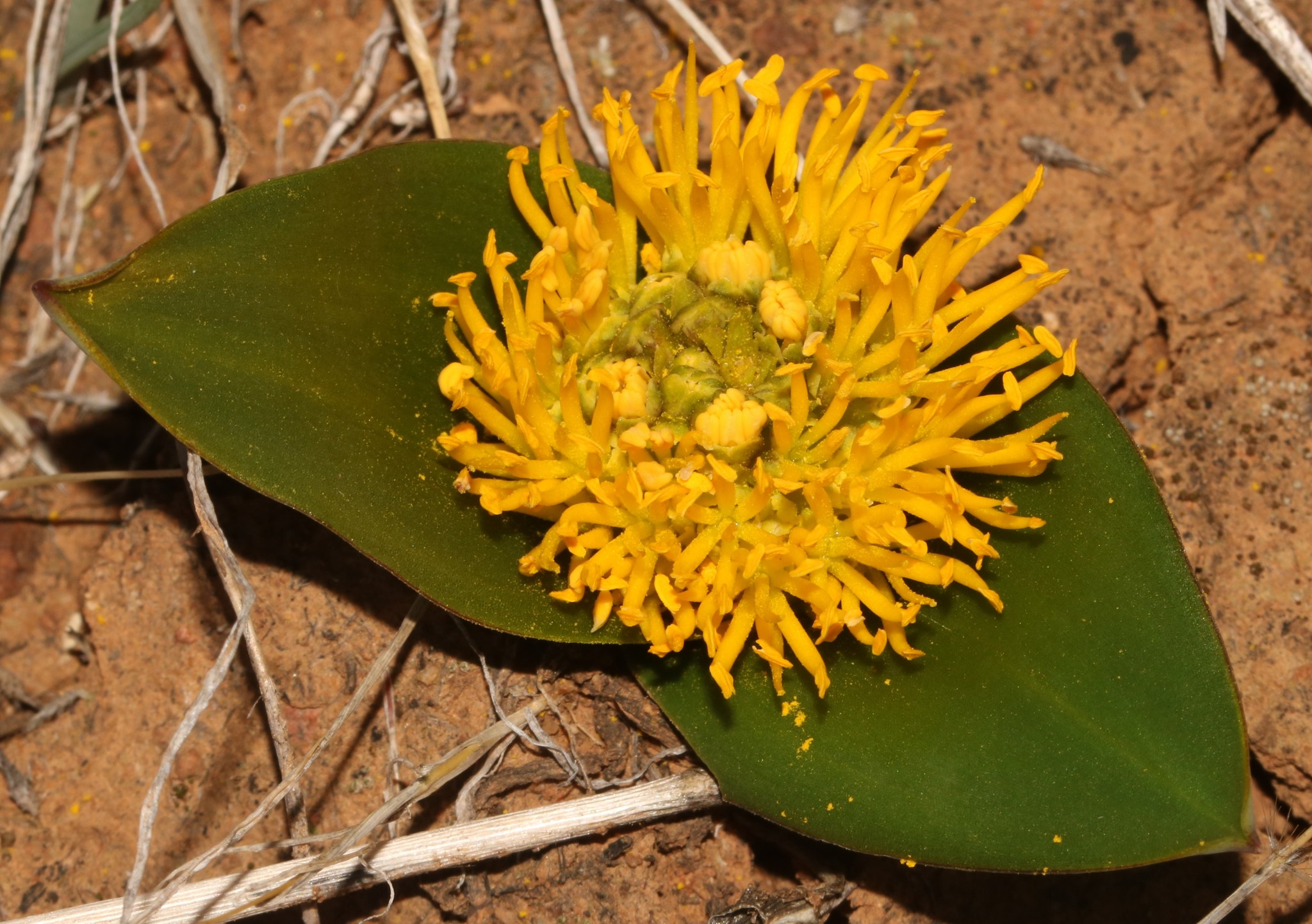
Daubenya stylosa

PokrójWieloletnie, karłowate rośliny zielne.
PędCebule wartołkowate (wierzchołkowo zaokrąglone, stożkowato zwężające się do nasady) do kulistych lub jajowatych, o średnicy między 20 a 35 mm. Okrywa po wyschnięciu skórzasta i  brunatna, wierzchołkowo podzielona na wąskie, płaskie, papierzaste segmenty tworzące charakterystyczną szyjkę wokół pędu wierzchołkowego.
LiścieRośliny tworzą parę płożących się lub rozpostartych liści, o podziemnych nasadach. Blaszki liściowe są nagie i błyszczące, podłużnie prążkowane wzdłuż głównych żyłek, lancetowate do jajowatych o długości 4–15 cm i szerokości 2,5–5 cm.
KwiatostanKwiaty zebrane są w kwiatostan, który rośnie na poziomie gruntu, pomiędzy liśćmi, na podziemnym głąbiku. Zasadniczo kwiatostan jest groniasty, w kształcie od stożkowatego do główkowatego. Skrócenie osi kwiatostanu u niektórych gatunków (np. D. aurea, D. alba, D. capensis i D. zeyheri) powoduje, że kwiatostan jest baldachogroniasty i główkowaty. U innych gatunków (D. marginata i D. namaquensis), w wyniku skrócenia szypułek, kwiatostan przyjmuje formę niemal kłosowatą. Podsadki są zwykle niepozorne i blade, z wyjątkiem D. aurea, w przypadku którego podsadki są duże i zielone. Rozmiar przysadek zwykle rośnie w kierunku wierzchołka kwiatostanu. U D. comata, D. stylosa i D. zeyheri górne przysadki są tylko nieznacznie większe od dolnych i tworzą niepozorną zielonkawą kępkę na wierzchołku kwiatostanu. W przypadku D. namaquensis i D. marginata wzrost wielkości przysadek jest znaczny, a kwiatostany zwieńczone są rzucającą się w oczy kępą zielonkawych lub różowawych do pomarańczowych listków. Kwiatostan pozostaje na poziomie gruntu aż do fazy owocowania, kiedy to głąbik szybko się wydłuża, wynosząc owocostan znacznie powyżej gruntu.
KwiatyBudowa kwiatów w rodzaju Daubenya jest zróżnicowana. Cechą charakterystyczną dla wszystkich gatunków jest okwiat zrośnięty proksymalnie w smukłą, cylindryczną rurkę. Powyżej rurki listki okwiatu są zwykle wolne i rozpostarte od poziomu osadzenia pręcików, jedynie u D. stylosa są zespolone w wąską rurkę wokół pręcikowia. Okwiat ma kolor od białego do różowawego u D. alba, D. comata, D. marginata i D. zeyheri, jasnożółtego u D. capensis, D. namaquensis i D. stylosa lub czerwonego u większości populacji D. aurea. Kwiaty u większości gatunków są promieniste, niewielka asymetria (słaba dwuwargowość wynikająca z lekkiej asymetrii rurki) jest widoczna u najniżej położonych kwiatów D. comata i D. namaquensis. U  D. aurea grzbiecistość kwiatów jest silnie zaznaczona i wynika z bardzo silnego powiększenia dolnych listków okwiatu w niżej położonych (skrajnych) kwiatach oraz wydłużenia rurki w części odosiowej. Pręciki u większości gatunków Daubenya są zrośnięte u nasady w kolumnę lub rurkę. W dolnych, grzbiecistych kwiatach D. aurea, odosiowe listki okwiatu są przyrośnięte do kolumny pręcikowej, a w konsekwencji nitki pręcików położonych odosiowo są osadzone znacznie wyżej niż pręcików położonych doosiowo, co sprawia wrażenie, że są one wolne. U D. capensis gruby, wypukły krążek zamyka wierzchołek rurki pręcikowej, a szyjka słupka wystaje przez niewielki otwór w jego środku. Pylniki osadzone są grzbietowo. Jajowata zalążnia zawiera w każdej komorze od 6 do 8 zalążków położonych w dwóch rzędach. Szyjka słupka zwykle stanowi ⅔ długości pręcików lub jest tej samej długości i zakończona jest pędzelkowatym znamieniem.
OwocePapierzaste torebki, pękające komorowo szczelinami w górnej części. U D. comata torebka jest odwrotnie jajowata i kulistawa, ale u większości gatunków jest nadęta i trójgraniasta. Gatunki D. marginata, D. namaquensis i D. zeyheri wyróżniają się odpadaniem owoców od szypułek po dojrzeniu. U innych gatunków owoce pozostają w owocostanie, który jest rozprzestrzeniany w całości. Owoce D. stylosa charakteryzuje pozostałość trwałej, rogowatej szyjki słupka. Torebki tego gatunku zasadniczo są niepękające, ale rozpadające się przegrodowo. Nasiona wszystkich gatunków są kuliste, o średnicy 2–3 mm, ich łupina jest czarna i gładka.

## Biologia

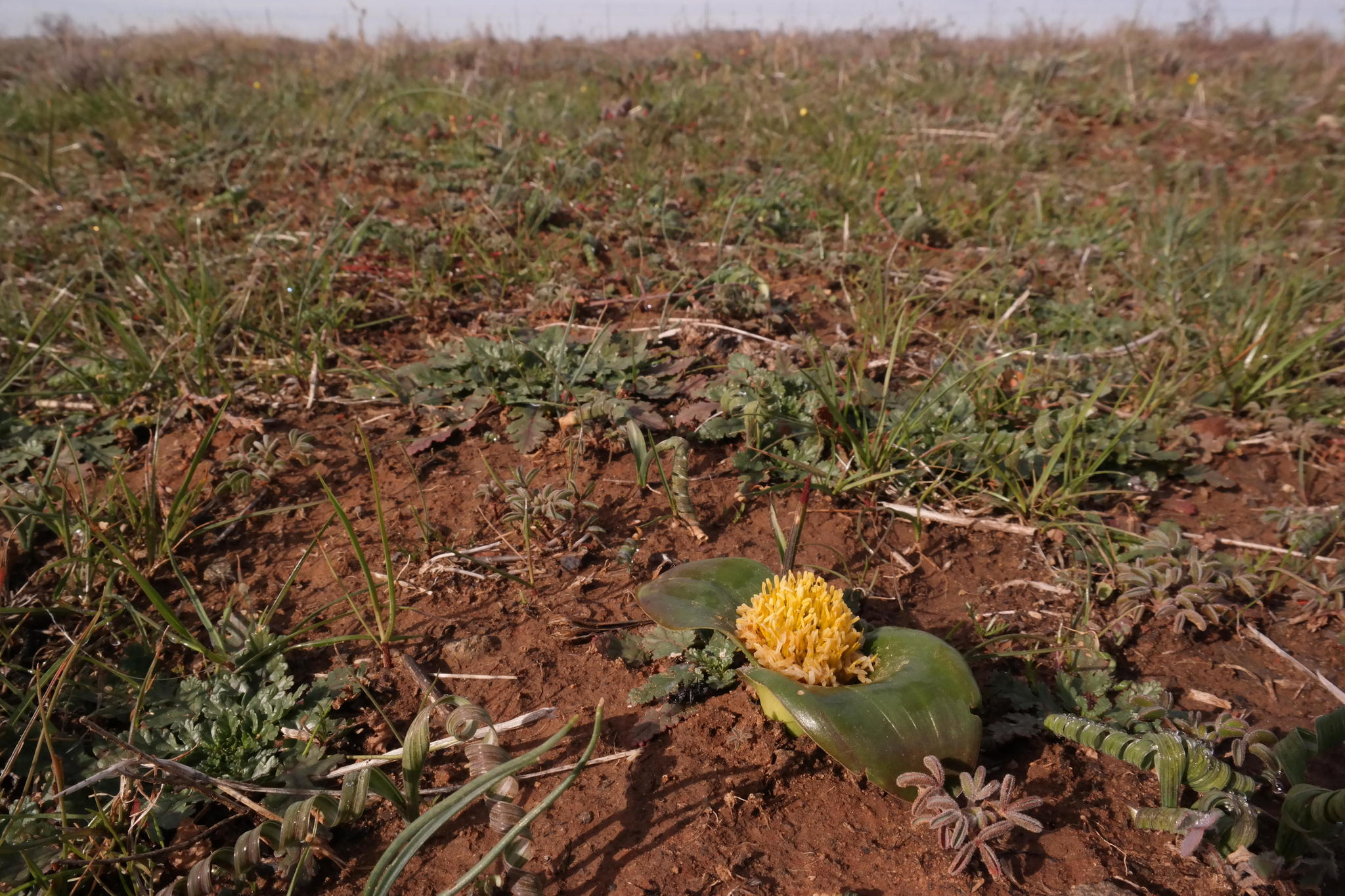
Siedlisko D. stylosa

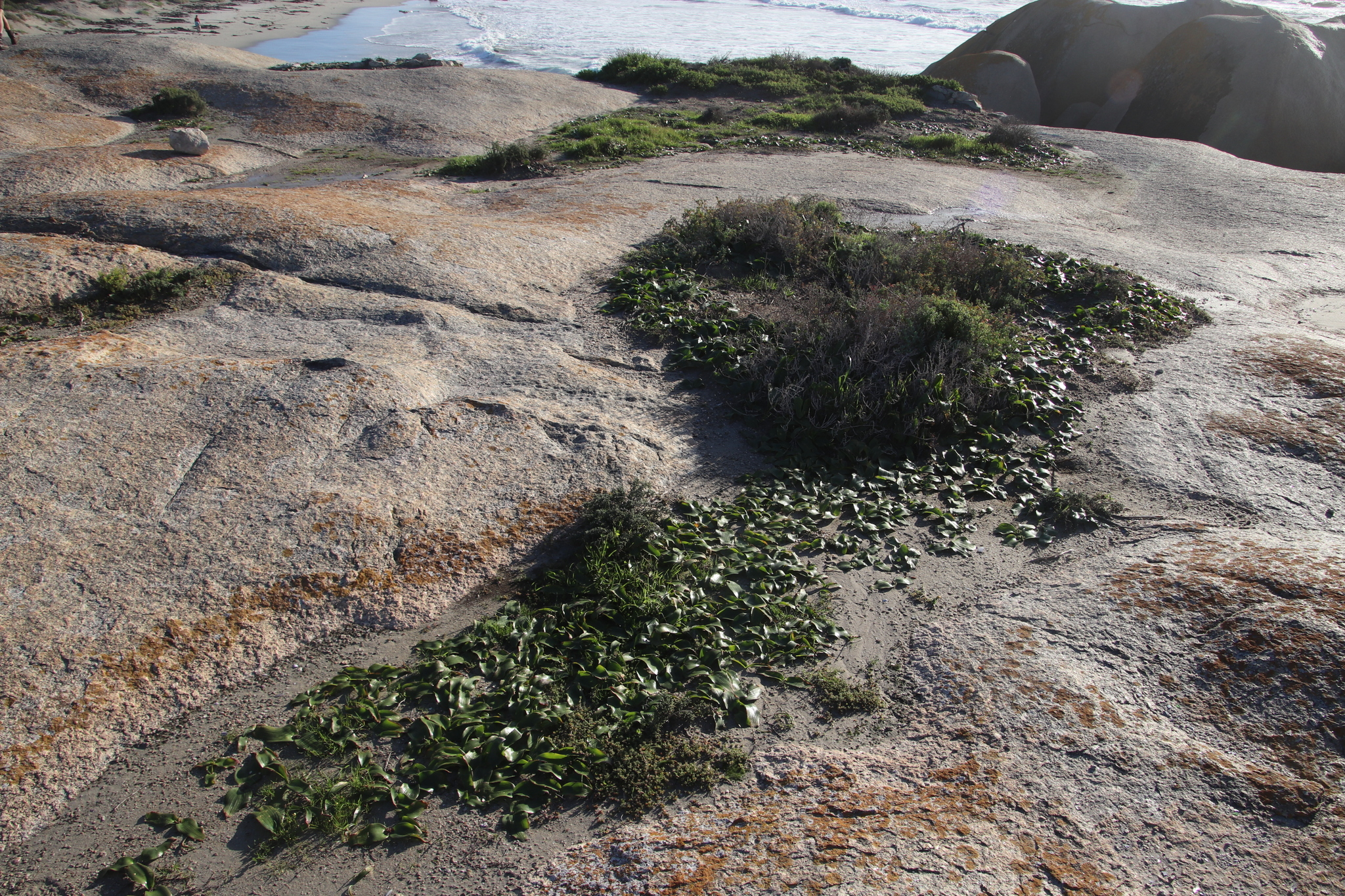
Siedlisko D. zeyheri

RozwójGeofity cebulowe. Rośliny zazwyczaj wypuszczają liście i kwiaty jesienią lub zimą, od kwietnia do lipca. Jedynie D. aurea kwitnie wiosną, na początku września. Kwiaty zapylane są przez pszczoły, ćmy, motyle, rutelowate i nektarniki (D. marginata i D. zeyheri). Są wiatrosiewne. W okresie suszy przechodzą okres spoczynku.
SiedliskoRośliny te zwykle występują w małych koloniach, czasami w dużych ilościach, na ciężkich glebach gliniastych lub iłach diabazowych. Ich występowanie zawsze ograniczone jest do nisko położonych terenów, które okresowo są podmokłe. Jedynie dwa gatunki występują na bardziej piaszczystych glebach, D. namaquensis na ciemnoczerwonych piaskach, a D. zeyheri na wapiennych glebach piaszczystych obszarów nadbrzeżnych.
Interakcje z innymi gatunkamiNa cebulkach Daubenya żerują jeżozwierze południowoafrykańskie. Liście i kwiaty wszystkich gatunków Daubenya są spożywane przez owce i pawiany.
GenetykaLiczba chromosomów 2n = 32, 34. Rodzaj jest prawdopodobnie paleotetraploidalny. Kariotyp D. aurea składa się z trzech długich i trzynastu bardzo krótkich par chromosomów.

## Systematyka
Pozycja systematycznaRodzaj z podplemienia Massoniinae, plemienia Hyacintheae, podrodziny Scilloideae z rodziny szparagowatych Asparagaceae. W systemie Kubitzkiego zaliczony do podrodziny  Hyacinthoideae w rodzinie  Hyacinthaceae.
Wykaz gatunków
- Daubenya alba A.M.van der Merwe
- Daubenya aurea Lindl.

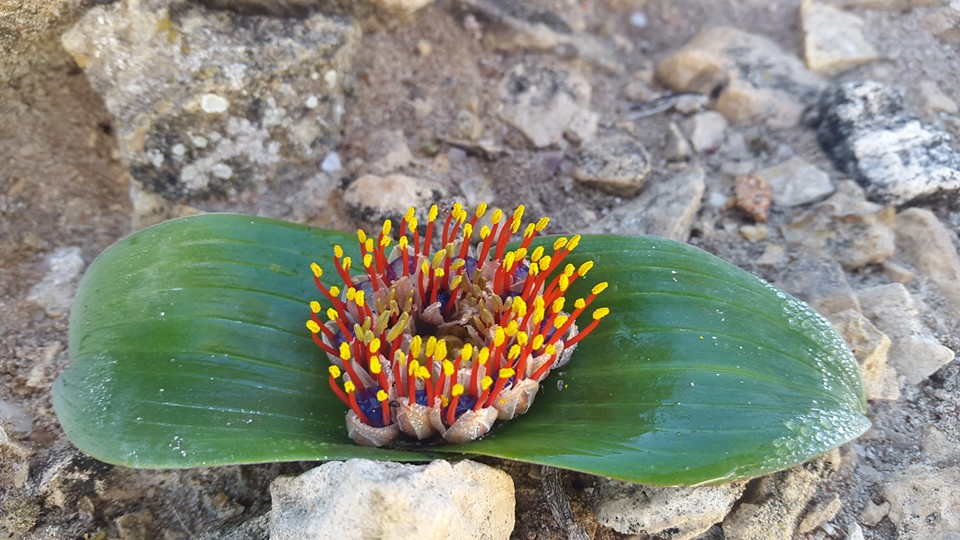
Daubenya zeyheri

- Daubenya capensis (Schltr.) A.M.van der Merwe & J.C.Manning
- Daubenya comata (Burch. ex Baker) J.C.Manning & A.M.van der Merwe
- Daubenya marginata (Willd. ex Kunth) J.C.Manning & A.M.van der Merwe
- Daubenya namaquensis (Schltr.) J.C.Manning & Goldblatt
- Daubenya stylosa (W.H.Baker) A.M.van der Merwe & J.C.Manning
- Daubenya zeyheri (Kunth) J.C.Manning & A.M.van der Merwe

## Zagrożenie i ochrona
Wszystkie gatunki Daubenya obejmuje Czerwona Lista Roślin Południowej Afryki. Gatunek D. aurea jest uznany za zagrożony wyginięciem, a dwa gatunki: D. stylosa i D. zeyheri za narażone na wyginięcie. Największym zagrożeniem jest ekspansja rolnictwa na tereny ich siedlisk, narażenie na intensywny wypas oraz prowadzenie wydobycia gliny i wapienia.

## Zastosowanie
Rośliny ozdobneWszystkie gatunki Daubenya są uprawiane jako rośliny ozdobne. Szczególnie popularna jest Daubenya aurea, z uwagi na silnie powiększone skrajne listki okwiatu kwiatów dolnych (zewnętrznych) w kolorze żółtym lub czerwonym. Może być uprawiana w ogrodach lub jako roślina doniczkowa. Wymaga dobrze przepuszczalnego, żyznego podłoża. Rośliny najlepiej podlewać miękką wodą deszczową. Po zamarciu liści wymaga zaprzestania podlewania. Kwiaty są narażone na szarą pleśń.